# لیک ریدج (ویرجینیا)
لیک ریدج (به انگلیسی: Lake Ridge) یک منطقهٔ مسکونی در ایالات متحده آمریکا است که در شهرستان پرنس ویلیام، ویرجینیا واقع شده‌است. لیک ریدج ۲۲٫۴ کیلومتر مربع مساحت و ۴۱٬۰۵۸ نفر جمعیت دارد و ۸۵ متر بالاتر از سطح دریا واقع شده‌است.